# Varg (loup mythique)
Pour les articles homonymes, voir Varg.

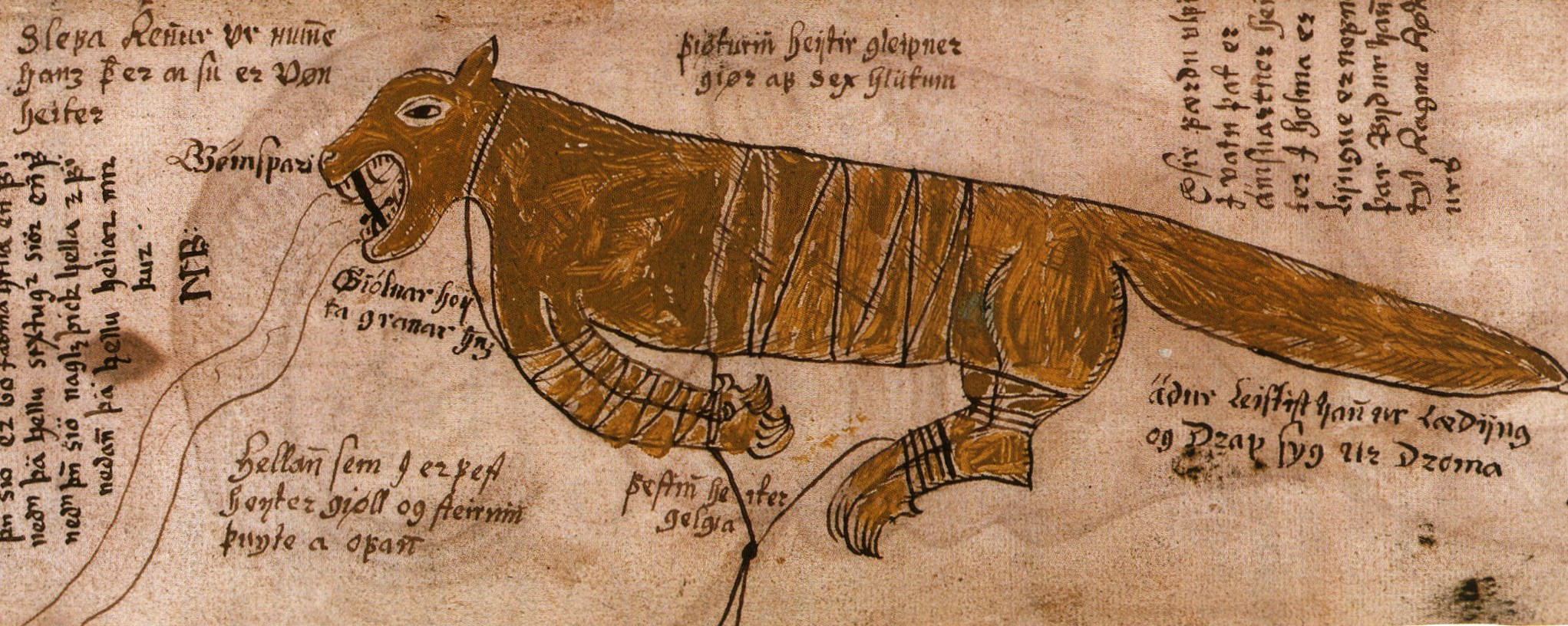
Fenrir enchaîné. Manuscrit ÁM 738 4to, 1680, Reykjavik, Institut Árni Magnússon.

Un varg désigne plusieurs loups monstrueux de la mythologie nordique. Ces créatures ont notamment influencé J. R. R. Tolkien dans son œuvre de fiction.

## Étymologie
En vieux norrois, vargr (forme nominative) est dérivé du proto-germanique *wargaz.
Le mot est souvent employé comme synonyme de ulf, le loup, dans les textes anciens, et il l'a remplacé en suédois. 

## Mythologie
Un varg est, dans la mythologie nordique, un loup monstrueux et désigne plus particulièrement le loup Fenrir et ses fils Sköll et Hati. Cette lignée est issue d'une vieille femme-troll résidant dans Járnviðr, la Forêt de Fer, à l'est de Miðgarð.

## Influences

### Dans la littérature
J. R. R. Tolkien s'est inspiré de ce nom dans ses œuvres pour désigner une créature démoniaque semblable à un loup, qu'il appelle Warg.

### En musique
Le concept a inspiré un certain nombre de musiciens de metal pour leurs noms de groupes et pour leurs pseudonymes[réf. nécessaire].